# 2022 год в истории общественного транспорта
В этой статье перечисляются основные события из истории общественного транспорта (прежде всего трамваев, троллейбусов и автобусов) в 2022 году. Информация об истории метрополитенов и железнодорожного транспорта находится в отдельных статьях.

## События

### Белоруссия
- 5 января — открыт троллейбусный маршрут № 24 в Гродно.
- 16 мая — снижение количества автобусов на нескольких маршрутах в Минске; отмена автобусов № 117с и 128, а также троллейбуса № 63.
- 1 июня — возобновлено троллейбусное движение по проспекту Независимости в Минске.
- 1 июля — закрытие минского троллейбусного маршрута № 57.

### Россия
- 1 апреля — единственный музейный маршрут № Т московского троллейбуса закрыт на неопределённый срок[1].
- 1 июля — закрылась троллейбусная система в городе Белгород[2].
- 31 августа — открылась трамвайная система в городе Верхняя Пышма[3].
- 21 декабря — завершились пассажирские перевозки трамвайной системы в городе Усть-Илимск[4].
- 30 декабря — окончательное закрытие трамвайной системы в городе Усть-Илимск[4].

### Мир
- 1 января — открылась трамвайная система в городе Лусаил (Катар)[5].
- 1 января — открылась трамвайная система в городе Наньпин (Китай)[6].
- 20 мая — открылась трамвайная система[англ.] в городе Финикс (США)[7].
- 28 мая — открылась трамвайная система в городе Оденсе (Дания)[8].
- Июль — после масштабной реконструкции открыт Пик-трам в городе Гонконг[9].
- 13 сентября — открылась трамвайная система в городе Кочабамба (Боливия)[10].
- 26 октября — открылась трамвайная система[англ.] в городе Кадис (Испания)[11].
- 28 декабря — открылась трамвайная система в городе Хуанши (Китай)[12].
- 28 декабря — открылась трамвайная система в районе Пиншань, Шэньчжэнь (Китай)[13].